# 李美辰
李美辰（英語：Christina Maisenne Lee，1976年—），香港女社会活动家、企业家。

## 履历
祖籍浙江寧波镇海县，父亲是香港知名社会活动家李宗德，祖父香港企业家李坤。早年毕业于香港玛利诺修院学校。虽然起初不愿离港去外国留学，还是被家庭说服，赴美国就读高中。高中毕业后，考入芝加哥大学。获得芝加哥大学公共政策文学士学位。后赴英国留学，在牛津大学取得比较社会政策学硕士学位。再入英国布里斯托大学，获得教育学硕士学位。
1999年返回香港，在会计事务所工作。2002年，加入李氏家族企业，从事塑料制造业，负责家族企业的人事管理和慈善经营。2010年，放弃美国籍。2010年至2014年，任港府輸入優秀人才及專才咨询委员会委员。2010年至2016年，为港府社会企业咨询委员会委员。2011年至2014年，任香港保安局禁毒常務委員會委员。2012年至2014年，任城市规划委员会委员。2011年，加入香港中華出入口商會，现為該會常董。
已婚，育有二子一女。